# کوه کینپو
کوه کینپو (به ژاپنی: 金峰山) یک کوه در استان یاماناشی شهر چوبو در ژاپن است. این کوه یکی از ۱۰۰ کوه معروف ژاپن می‌باشد.

## نگارخانه

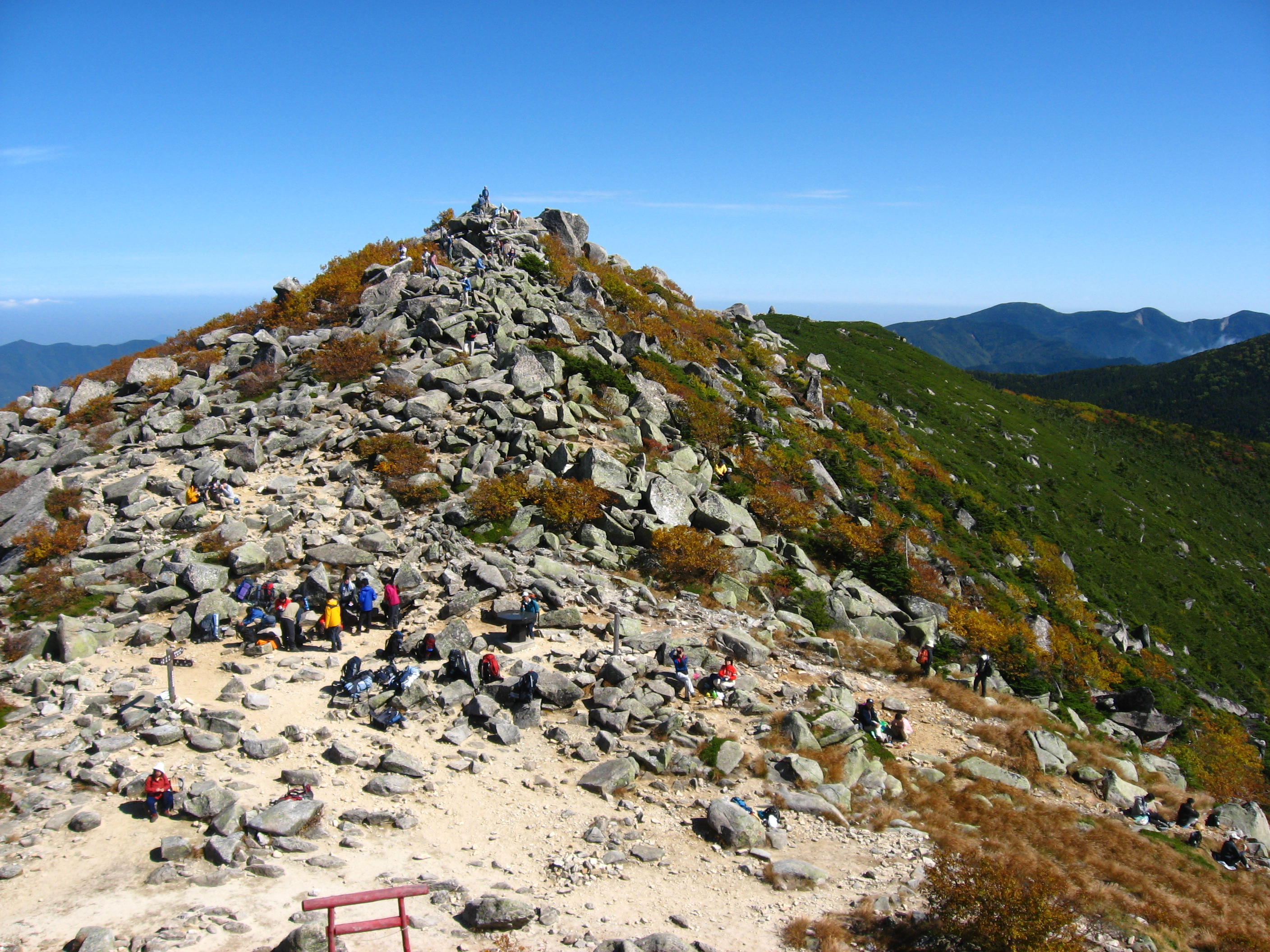
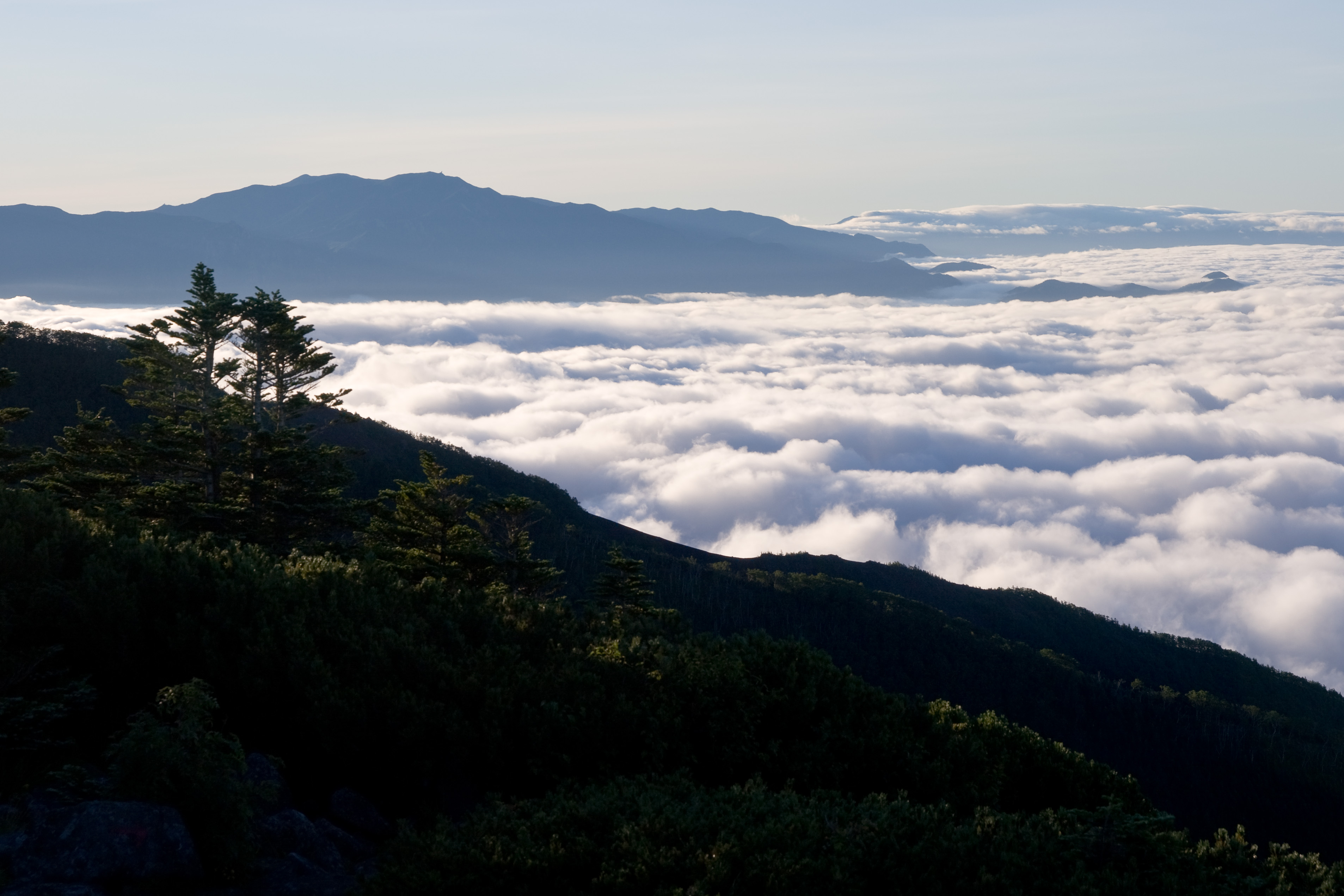